# Horst Mahler
Horst Mahler (Haynau, atual Chojnów, 23 de janeiro de 1936 – Berlim, 27 de julho de 2025) foi um advogado e defensor de ideologias extremistas alemão. Ex-militante de extrema-esquerda, foi um dos fundadores da Fração do Exército Vermelho, também conhecido como Grupo Baader-Meinhof, em 1970. Depois de se converter ao maoismo, nas últimas décadas mudou radicalmente seu pensamento político e tornou-se um ativista de direita, fazendo parte, por alguns anos, do Partido Nacional Democrata Alemão.
Acusado de incitamento à violência e negação do Holocausto, em entrevista à imprensa israelense, ele já definiu-se como de ascendência judia, afirmando que certa vez sua mãe contou a ele e seus irmãos que descendiam de judeus e eram 1/8 judeus.

## Carreira profissional
Mahler estudou na Universidade Livre de Berlim e em 1964 abriu uma firma de advocacia em Berlim, especializada em Direito macroeconômico. Em 1966, defendeu com sucesso uma causa frente ao Tribunal Europeu dos Direitos Humanos. Pouco depois, como jovem advogado, defendeu em corte os então ativistas socialistas e anarquistas Andreas Baader, Gudrun Ensslin - acusados de incêndio premeditado a estabelecimento comercial -  e o ativista esquerdista Rudi Dutschke, o mais importante líder do movimento estudantil alemão no fim da década de 60. Quando da tentativa de assassinato de Rudi em 1968, ele liderou grandes protestos contra a empresa jornalística Springer, dona do jornal sensacionalista Bild, pela cobertura conservadora do incidente, sendo preso na manifestação, que terminou em violência. Na época, Mahler já havia se consolidado como um advogado esquerdista, prestando serviços à Beate Klarsfeld - ativista anti-nazista - a integrantes de comunas estudantis, a estudantes pobres que sofriam acusações criminais e a Baader e Ensslin.

## Fração do Exército Vermelho

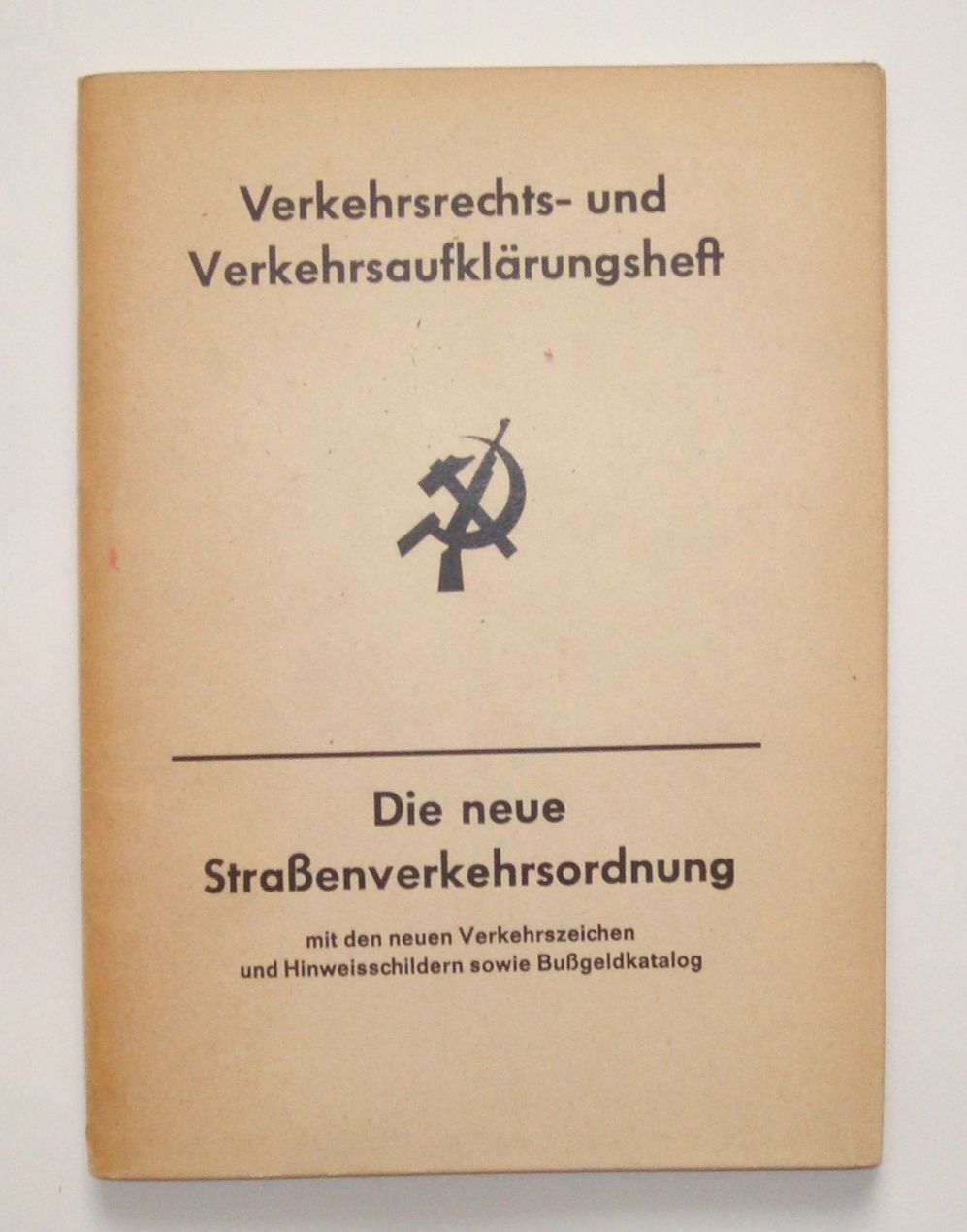
Capa do manifesto escrito da prisão por Mahler aos dirigentes do Baader-Meinhof, camuflado como Novo Código de Trânsito.

Durante a defesa dos dois futuros líderes do que seria conhecido como Grupo Baader-Meinhof, Mahler criou laços de amizade com a dupla e, imbuído das mesmas idéias revolucionárias marxistas, ajudou a planejar a fuga de Andreas Baader depois de sua prisão no começo de 1970. Baader e Gudrun haviam sido libertados em condicional em 1969 após serem considerados culpados dos incêndios provocados em 1968 - no caso em que foram defendidos por Mahler - mas foram obrigados a voltar à cadeia pela Justiça pouco tempo depois de libertados. Recusando-se, entraram na clandestinidade mas Baader foi novamente preso depois de reconhecido numa batida policial.
Depois da fuga, que contou com a ajuda da jornalista esquerdista Ulrike Meinhof, os quatro fundaram a organização conhecida como Fração do Exército Vermelho (RAF) e começaram a cometer uma série de roubos a banco para conseguir fundos para a luta armada contra o Estado. Fugiram então para a Jordânia, onde fizeram treinamento de guerrilha com integrantes da Frente Popular para a Libertação da Palestina, junto com outros seguidores. De volta do Oriente Médio, em outubro de 1970 acabou preso junto com três outras integrantes da RAF e condenado a quatorze anos de prisão por assaltos e cumplicidade na fuga de Baader. A prisão também lhe custou a cassação da licença para advogar.
Da prisão, Mahler escreveu um manifesto dedicado a seus companheiros de organização, em que reformulava seu pensamento político e condenava a luta armada extremista. Seu manifesto foi recusado pelos outros dirigentes do Baader-Meinhof e ele foi expulso da organização. Em 1975, um comando marxista aliado da RAF sequestrou o político alemão Peter Lorenz, candidato a prefeito de Berlim Ocidental em troca de alguns presos políticos do grupo e Mahler recebeu a oferta de ser solto, mas recusou, preferindo cumprir a pena. Em 1980, após cumprir dez dos quatroze anos de sua sentença, foi libertado, conseguindo em 1988 novamente permissão para praticar a advocacia.

## Pós-prisão

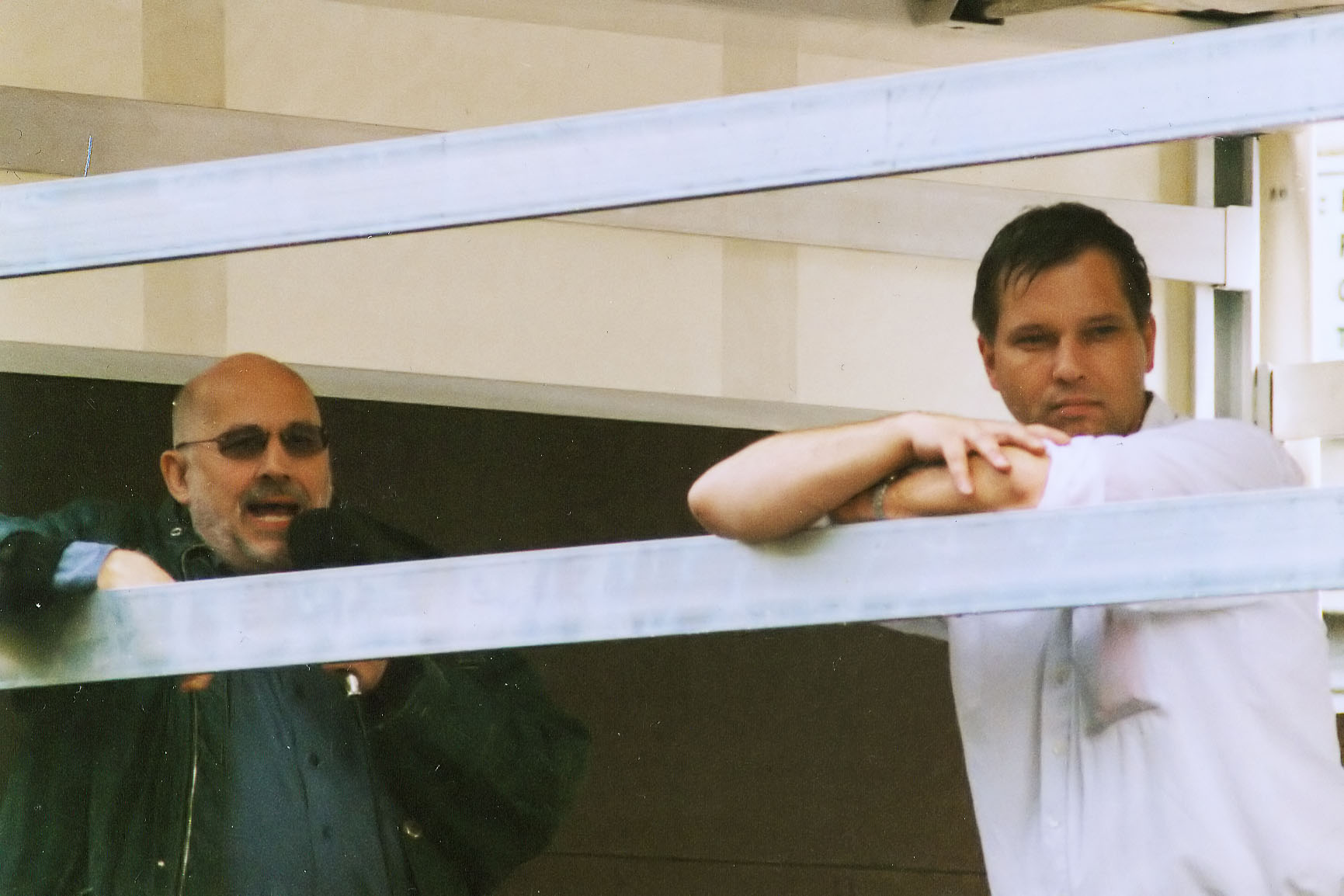
Mahler (esq.) discursa numa demonstração neonazista em 2001.

Nos anos 80, Mahler começou a mudar seu discurso político, alinhando-se com o pensamento nacionalista e apelando para o orgulho nacional da Alemanha, a quem considerava agora 'ocupada' e que deveria livrar-se da escravidão por débito que sofria, com os pagamentos de indenizações aos Aliados desde a Segunda Guerra Mundial e 'restabelecer uma identidade nacional'. Em 2000, ele filiou-se ao Partido Nacional Democrata Alemão, de tendência neofascista, e depois o defendeu nos tribunais, quando da tentativa do governo de banir o PNDA da política nacional.
Nos últimos anos Mahler tem lidado com diversas acusações de intolerância e radicalismo, sendo processado e preso. Em 2003, ele foi processado segundo a lei de 'incitamento à violência' (Volksverhetzung), por suas declarações sobre os ataques terroristas de 11 de setembro de 2001, em que afirmava que a tragédia foi uma conspiração inventada pelo governo norte-americano e que a Al-Qaeda nada tinha a ver com ele. Também foi processado por declarações públicas de negação do Holocausto em 2004 e teve seu passaporte confiscado pelo governo para impedi-lo de ir a Teerã participar de uma conferência ligada à negação do Holocausto. Em novembro de 2007, foi sentenciado a sete meses de prisão sem condicional por ter feito a saudação nazista ao entrar na prisão para cumprir uma pena curta anterior por ofensas e incitação à violência. Em 2009, foi novamente preso e condenado em Munique, aos 73 anos, a seis anos de prisão, com mais cinco anos de agravante em decisão posterior da corte de Potsdam, por 'negação do Holocausto' (crime na Alemanha) e 'banalização dos crimes de guerra nazistas'.
Em março do mesmo ano, sua mulher, a ex-professora universitária e advogada Sylvia Stolz, foi condenada e aprisionada por negação pública do Holocausto e por suas afirmações de que o 'poder estrangeiro judeu' comanda as autoridades federais da Alemanha e do mundo ocidental, e que as autoridades alemães aplicavam no país a justiça dos vencedores e impediam a liberdade de expressão.

## Morte
Mahler morreu no dia 27 de julho de 2025, aos 89 anos, em Berlim, Alemanha.